# Tour de France de 2007
O 94º Tour de France (Volta da França ou Volta à França) teve início no dia 7 de Julho de 2007 num prólogo de 8 quilômetros pela primeira vez na cidade de Londres e terminou no dia 29 de julho, como de hábito, nos Champs-Élysées.
Após deixar a Inglaterra, o pelotão passou pela Bélgica antes de entrar finalmente na França e atacar a primeira grande dificuldade, os Alpes, primeira cordilheira do percurso.
As maiores diferenças em relação às edições anteriores do Tour de France foram a ausência de contra-relógio por equipes e os dois períodos contra o tempo individuais na reta final da prova. Os participantes tiveram que enfrentar uma primeira etapa contra-relógio no final da segunda semana, o que se repetiu na penúltima etapa, entre Cognac e Angoulême.

## Etapas
| Etapa     | Data   | Local                                             | km        | Vencedor                      | Líder Geral                |
| --------- | ------ | ------------------------------------------------- | --------- | ----------------------------- | -------------------------- |
| Prólogo   | 7 Jul  | Londres                                           | 7,9       | Fabian Cancellara             | Fabian Cancellara          |
| 1ª etapa  | 8 Jul  | Londres-Cantuária                                 | 203       | Robbie McEwen                 | Fabian Cancellara          |
| 2ª etapa  | 9 Jul  | Dunkerque-Gand (B)                                | 168,5     | Gert Steegmans                | Fabian Cancellara          |
| 3ª etapa  | 10 Jul | Waregem-Compiègne                                 | 236,5     | Fabian Cancellara             | Fabian Cancellara          |
| 4ª etapa  | 11 Jul | Villers-Cotterêts-Joigny – Joigny                 | 193       | Thor Hushovd                  | Fabian Cancellara          |
| 5ª etapa  | 12 Jul | Chablis-Autun                                     | 182,5     | Filippo Pozzato               | Fabian Cancellara          |
| 6ª etapa  | 13 Jul | Semur-en-Auxois-Bourg-en-Bresse – Bourg-en-Bresse | 199,5     | Tom Boonen                    | Fabian Cancellara          |
| 7ª etapa  | 14 Jul | Bourg-en-Bresse-Le Grand-Bornand                  | 197,5     | Linus Gerdermann              | Linus Gerdermann           |
| 8ª etapa  | 15 Jul | Le Grand-Bornand-Tignes                           | 165       | Michael Rasmussen             | Michael Rasmussen          |
| Descanso  |        |                                                   |           |                               |                            |
| 9ª etapa  | 17 Jul | Val d'Isère-Briançon                              | 159,5     | Juan Mauricio Soler Hernandez | Michael Rasmussen          |
| 10ª etapa | 18 Jul | Tallard-Marseille                                 | 229,5     | Cédric Vasseur                | Michael Rasmussen          |
| 11ª etapa | 19 Jul | Marseille-Montpellier                             | 182,5     | Robert Hunter                 | Michael Rasmussen          |
| 12ª etapa | 20 Jul | Montpellier-Castres                               | 178,5     | Tom Boonen                    | Michael Rasmussen          |
| 13ª etapa | 21 Jul | Albi                                              | 54 (CR)   | Alexandre Vinokourov          | Michael Rasmussen          |
| 14ª etapa | 22 Jul | Mazamet – Plateau de Beille                       | 197       | Alberto Contador              | Michael Rasmussen          |
| 15ª etapa | 23 Jul | Foix – Loudenvielle-Le Louron                     | 196       | Alexandre Vinokourov          | Michael Rasmussen          |
| Descanso  |        |                                                   |           |                               |                            |
| 16ª etapa | 25 Jul | Orthez – Gourette (Col d'Aubisque)                | 218,5     | Michael Rasmussen             | Michael Rasmussen Abandona |
| 17ª etapa | 26 Jul | Pau – Castelsarrasin                              | 188,5     | Daniele Bennati               | Alberto Contador           |
| 18ª etapa | 27 Jul | Cahors – Angoulême                                | 211       | Sandy Casar                   | Alberto Contador           |
| 19ª etapa | 28 Jul | Cognac – Angoulême                                | 55,5 (CR) | Levi Leipheimer               | Alberto Contador           |
| 20ª etapa | 29 Jul | Marcoussis-Paris, Champs-Élysées                  | 130       | Daniele Bennati               | Alberto Contador           |

## Classificações finais

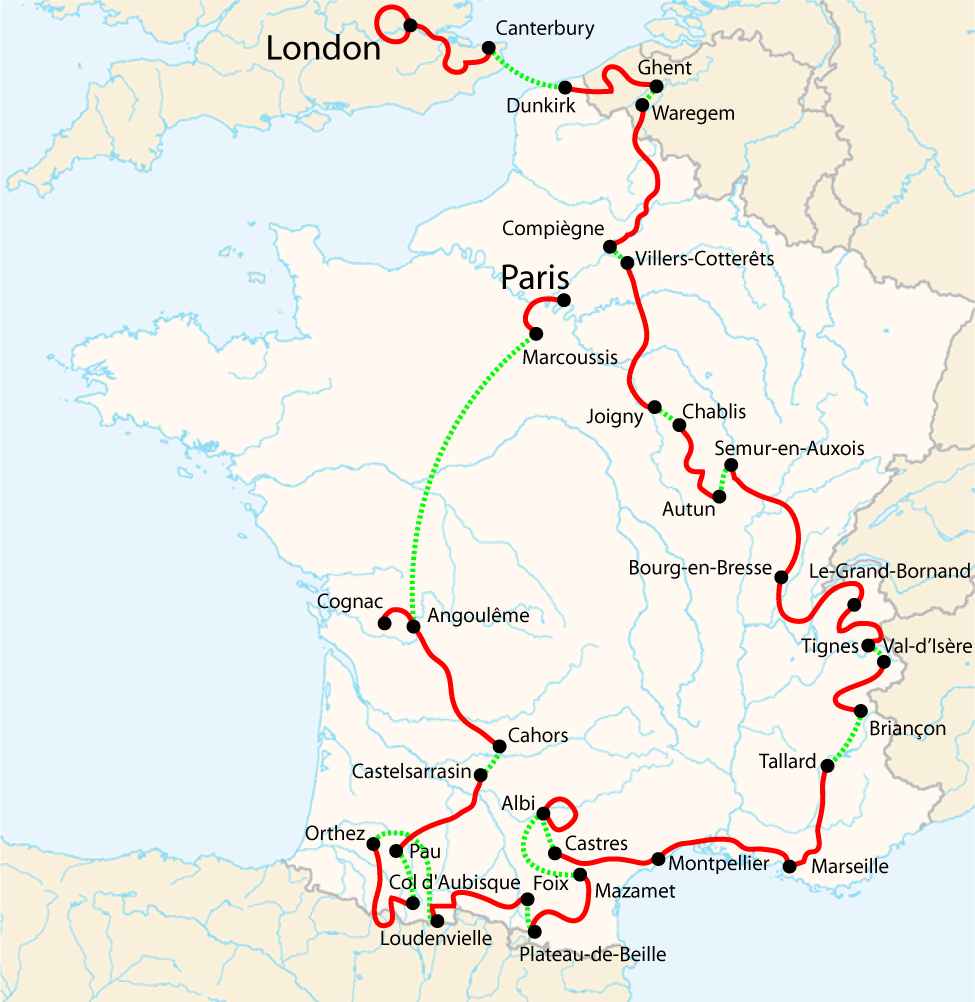
Percurso de 2007.

189 partiram, 141 chegaram ao final

### Classificação geral
| Pos | Nome                          | País           | Equipa               | Tempo      |
| --- | ----------------------------- | -------------- | -------------------- | ---------- |
| 1   | Alberto Contador              | Espanha        | Discovery Channel    | 91h 00'26" |
| 2   | Cadel Evans                   | Austrália      | Predictor-Lotto      | 0'23"      |
| 3   | Levi Leipheimer               | Estados Unidos | Discovery Channel    | 0'31"      |
| 4   | Carlos Sastre                 | Espanha        | Team CSC             | 7'08"      |
| 5   | Haimar Zubeldia               | Espanha        | Euskaltel-Euskadi    | 8'17"      |
| 6   | Alejandro Valverde            | Espanha        | Caisse d'épargne     | 11'37"     |
| 7   | Kim Kirchen                   | Luxemburgo     | T-Mobile Team        | 12'18"     |
| 8   | Yaroslav Popovych             | Ucrânia        | Discovery Channel    | 12'25"     |
| 9   | Mikel Astarloza               | Espanha        | Euskatel-Euskadi     | 14'14"     |
| 10  | Oscar Pereiro Sio             | Espanha        | Caisse d'épargne     | 14'25"     |
| 11  | Juan Mauricio Soler Hernandez | Colômbia       | Barloworld           | 16'51"     |
| 12  | Michael Boogerd               | Espanha        | Rabobank             | 21'15"     |
| 13  | David Arroyo                  | Espanha        | Caisse d'épargne     | 21'49"     |
| 14  | Vladimir Karpets              | Rússia         | Caisse d'épargne     | 24'15"     |
| 15  | Christopher Horner            | Estados Unidos | Predictor-Lotto      | 25'19"     |
| 16  | Iban Mayo                     | Espanha        | Saunier Duval-Prodir | 27'09"     |
| 17  | Frank Schleck                 | Luxemburgo     | Team CSC             | 31'48"     |
| 18  | Manuel Beltran                | Espanha        | Liquigás             | 34'14"     |
| 19  | Tadej Valjavec                | Eslovênia      | Lampre-Fondital      | 37'08"     |
| 20  | Juan José Cobo Acebo          | Espanha        | Saunier Duval-Prodir | 37'14"     |
| …   |                               |                |                      |            |
| 65  | Sérgio Paulinho               | Portugal       | Discovery Channel    | 2h 23'31"  |
| …   |                               |                |                      |            |
| 101 | Murilo Antonio Fischer        | Brasil         | Liquigás             | 3h 16'08"  |

### Classificação dos pontos
| Pos | Nome                      | País          | Equipa                | Pontos |
| --- | ------------------------- | ------------- | --------------------- | ------ |
| 1   | Tom Boonen                | Bélgica       | Quick Step-Innergetic | 256    |
| 2   | Robert Hunter             | África do Sul | Barloworld            | 234    |
| 3   | Erik Zabel                | Alemanha      | Team Milram           | 232    |
| 4   | Thor Hushovd              | Noruega       | Crédit Agricole       | 186    |
| 5   | Sébastien Chavanel        | França        | La Française des Jeux | 181    |
| 6   | Daniele Bennati           | Itália        | Lampre-Fondital       | 160    |
| 7   | Robert Förster            | Alemanha      | Gerolsteiner          | 140    |
| 8   | Fabian Cancellara         | Suíça         | Team CSC              | 112    |
| 9   | Cadel Evans               | Austrália     | Predictor-Lotto       | 109    |
| 10  | Alberto Contador          | Espanha       | Discovery Channel     | 88     |
| …   |                           |               |                       |        |
| 15  | Murilo Antoniobil Fischer | Brasil        | Liquigas              | 75     |

### Classificação do Rei das Montanhas
| Pos | Nome                          | País           | Equipa                | Pontos |
| --- | ----------------------------- | -------------- | --------------------- | ------ |
| 1   | Juan Mauricio Soler Hernandez | Colômbia       | Barloworld            | 206    |
| 2   | Alberto Contador              | Espanha        | Discovery Channel     | 128    |
| 3   | Yaroslav Popovych             | Ucrânia        | Discovery Channel     | 104    |
| 4   | Cadel Evans                   | Austrália      | Predictor-Lotto       | 92     |
| 5   | Laurent Lefevre               | França         | Bouygues Télécom      | 85     |
| 6   | Juan Manuel Garate            | Espanha        | Quick Step-Innergetic | 77     |
| 7   | Carlos Sastre                 | Espanha        | Team CSC              | 74     |
| 8   | Juan Jose Cobo Acebo          | Espanha        | Saunier Duval-Prodir  | 68     |
| 9   | Levi Leipheimer               | Estados Unidos | Discovery Channel     | 64     |
| 10  | Haimar Zubeldia               | Espanha        | Euskatel-Euskadi      | 64     |
| …   |                               |                |                       |        |
| 37  | Sérgio Paulinho               | Portugal       | Discovery Channel     | 15     |

### Prémio da Juventude
| Pos | Nome                          | País         | Equipa               | Tempo      |
| --- | ----------------------------- | ------------ | -------------------- | ---------- |
| 1   | Alberto Contador              | Espanha      | Discovery Channel    | 91h 00'26" |
| 2   | Juan Mauricio Soler Hernandez | Colômbia     | Barloworld           | 16'51      |
| 3   | Amets Txurruka                | Espanha      | Euskaltel-Euskadi    | 49'34"     |
| 4   | Bernhard Kohl                 | Áustria      | Gerolsteiner         | 1h 13'27"  |
| 5   | Kanstantsin Siutsou           | Bielorrússia | Saunier Duval-Prodir | 1h 15'16"  |

### Classificação por equipas
| Pos | Equipa               | País           | Tempo       |
| --- | -------------------- | -------------- | ----------- |
| 1   | Discovery Channel    | Estados Unidos | 273h 12'52" |
| 2   | Caisse d'Epargne     | Espanha        | 19'36"      |
| 3   | Team CSC             | Dinamarca      | 22'10"      |
| 4   | Rabobank             | Países Baixos  | 36'24"      |
| 5   | Euskaltel-Euskadi    | Espanha        | 46'46"      |
| 6   | Saunier Duval-Prodir | Espanha        | 1H 44'23"   |
| 7   | Predictor-Lotto      | Bélgica        | 1H 50'21"   |
| 8   | Lampre-Fondital      | Itália         | 2H 19'41"   |
| 9   | Crédit Agricole      | França         | 2H 25'44"   |
| 10  | Ag2r prévoyance      | França         | 2H 26'08"   |

### Prémio do mais combativo
| Prémio da Combatividade |         |
| ----------------------- | ------- |
| \| Amets Txurruka \|    |         |
| Amets Txurruka          | Espanha |

## Curiosidades
- O último corredor classificado Vim Vansevenant, demourou mais 3 Horas 52 minutos e 54 segundos do que Alberto Contador, detalhe, ele ja tinha esse feito o ano passado, chegando no último lugar
- Levi Leipheimer perdeu a oportunidade de ficar em 2º no podium por causa de uma penalidade de 10 segundos que teve na Oitava etapa, já que só acusou mais 8 segundos do que Cadel Evans na Classificação Final
- Alberto Contador venceu a Volta à França pela segunda margem mais pequena só menor na Edição da Volta de 1989